# Bromus alopecuros
Bromus alopecuros là một loài thực vật có hoa trong họ Hòa thảo. Loài này được Poir. mô tả khoa học đầu tiên năm 1789.